# Nenavist'
Nenavist' (Ненависть) è un film del 1930 diretto da Jurij Viktorovič Tarič.